# Леен Кульман
Леен Кульман (Хелена/Хелене Андріївна Кульман; 31 січня 1920, Тарту, Естонія — 6 березня 1943, Тарту, генеральний округ Естонія, Райхскомісаріат Остланд) — радянська розвідниця, молодший політрук, Герой Радянського Союзу.

## Біографія
Леен Кульман народилася 31 січня 1920 року в місті Тарту шостою дитиною в багатодітній родині шевця Андреса Кульман. У 1927 році вона поступила в 1-шу Тартуську міську школу, в якій навчалася до 1931 року, потім навчалася в 5-й тартуській школі, яку закінчила в 1933 році, і Талліннському педагогічному училищі.
У 1932 році у Леен помер батько, залишивши на утриманні матері п'ять малолітніх дітей; в тому ж році померла і найближча подруга дівчинки, Майга Берзінь, батьки якої удочерили дівчинку.
Після приєднання Естонії до СРСР вступила в комсомол, вчилася в Талліннському педагогічному інституті. У 1941 році Леен отримала спеціальність вчительки неповної середньої школи.
У березні 1941 року почала працювати комсоргом 4-ї талліннської середньої школи.
З початком Великої Вітчизняної війни пішла до військкомату, просила направити її на фронт, але їй відмовили. З серпня 1941 року в евакуації працювала в колгоспі «Ленінський шлях» Нязепетровського району Челябінської області.
У січні 1942 року пішла в Червону Армію бійцем медсанбату 7-ї естонської стрілецької дивізії. Пізніше була направлена в Ленінград і під ім'ям Лінди Тулліман пройшла навчання в розвідшколі.
В ніч з 13 на 14 вересня 1942 року була десантована в тил противника в районі міста Тарту. У Тарту вона оселилася у своєї сестри. Її завданням було спостерігати за пересуванням військ вермахту в районі Чудського озера, за морськими силами противника в порту Пярну.
У період з 14 вересня 1942 року до 2 січня 1943 року Леен Кульман передала в штаб Балтійського флоту кілька десятків радіограм про становище в Пярну, Таллінні, Тартумааському і Вирумааському повітах Естонії. На підставі її даних радянський підводний човен потопив німецький транспорт у районі Пярну. Серед відомостей, які зібрала і передала Леен Кульман: інформація про відсутність великих кораблів противника на Чудському озері, дані про охорону узбережжя на ділянці Муствее — Васькнарва, характер і кількість озброєння частин «естонського легіону».
2 січня 1943 року Леен Кульман була заарештована на хуторі Ояере недалеко від селища Луутсніку Вируського району, де проживали її сестра з чоловіком. Разом з нею були арештовані всі її родичі: сестра Ольга Мягі з чоловіком Августом Мягі, а також сестри і мати в Тарту.
Під час обшуку в матраці був знайдений передавач. Леен була відправлена в розпорядження політичної поліції міста Виру, а 4 січня 1943 року передана зовнішній розшуковій поліції в Пскові як радянська розвідниця.
6 березня 1943 року була розстріляна фашистом з організації «Омакайтсе».
Євгенія Кацева, яка вчила Леен радіосправі, згадувала : 
 З однією естонкою, Леен Кульман, я навіть подружилася. Ми були однолітки, обидві вивчали філологію, обидві абияк говорили по-німецьки (російською вона володіла ще гірше). Вона навчила мене сотні естонських слів (ми вважали!), які, ніколи не затребувані, мирно заснули в моїй пам'яті, і декількох пісеньках — їх я майже пам'ятаю …

 ... А тоді, коли на початку січня 1943 року мене покликали до командира частини, капітана третього рангу Подошкіна я зі страхом думала: «Господи, що я знову накоїла? »... Що обіцяє на цей раз виклик до начальства? Я входжу в кабінет, доповідаю, хто з'явився «за вашим наказом», і застигаєю по стійці «струнко». Подошкін стоячи зачитує: «Полум'яний новорічний привіт незабутній дівчині інструкторові», з резолюцією віце-адмірала: «Доповісти старшині другої статті Кацевій». «Вона жива, моя Лінда, жива!» - схлипнула я, відразу уявивши собі, що спеціально для цього привіту вона вирушила зимової ночі в ліс, розклала своє радіохозяйство, - як же самотньо їй було ... Це була передостання її шифровка, передавач був уже запеленгований, незабаром її схопили і розстріляли. 

 Через два десятиліття, після присвоєння Леен звання Героя, в книзі про неї текст шифровки був видозмінений, щоб надати йому більш патріотичне звучання: місце «незабутньої дівчини інструктора» зайняла «незабутня Батьківщина». Хоча, строго кажучи, коли ця Батьківщина могла встигнути стати для молодої естонки «незабутньою», раз Естонія була включена до складу Радянського Союзу лише в 1940 році? 

## Нагороди
- Указом Президії Верховної Ради СРСР від 8 травня 1965 року розвідниці Червонопрапорного Балтійського флоту Кульман Хелені Андріївні «за особливі заслуги, мужність і героїзм, проявлені в боротьбі проти німецько-фашистських загарбників в період Великої Вітчизняної війни 1941—1945 рр.» було присвоєно звання Героя Радянського Союзу посмертно[3].
- Орден Леніна.

## Пам'ять
- Ім'я Леен Кульман було занесено в Книгу Пошани ЦК ВЛКСМ[4].
- У Тарту, у Тартуському ГПТУ був встановлений пам'ятник Леен Кульман.
- У Мінську, на будинку № 2 по вулиці ім. Х. А. Кульман встановлено меморіальну дошку.
- Також ім'ям Леен Кульман були названі:

- вулиці в Тарту, Мінську, Нязепетровську;
- Талліннський педагогічне училище;
- школа № 1 в місті Виру, а також піонерська дружина цієї школи.